# Western Test Range
Western Test Range je testovací raketová střelnice ležící na západním pobřeží Spojených států, navazující na leteckou základnu Vandenberg.

## Vznik a popis komplexu
Dne 16. června 1958 byla oficiálně otevřena nová střelnice v Point Mugu severně od Los Angeles.
Zde se zkoušely nově vznikající raketové zbraně, zejména rakety krátkého a středního doletu.
Komplex zahrnuje vojenskou leteckou základnu a sousední kosmodrom Vandenberg Air Force Base, kde se uskutečňovaly cvičné starty mezikontinentálních raket. Dále je zde základna vojenského námořnictva Point Arguello Missile Test Center a sledovací a pozorovací stanice na ostrovech Kwajalein, Eniwetok, Guam a Johnston. . Byly zde postaveny rampy pro rakety, Delta, Agena, Atlas Agena, Titan, Scout. Nedostavěna zůstala rampa SLC-6, ze které měly startovat nosné rakety Titan IIIM s vojenskou stanicí MOL a místo ní se postavila rampa pro raketoplány mířící na polární dráhu.

## Současné využití
Komplex je určen pro testovací starty mezikontinentálních raket a startují odtud vojenské i vědecké kosmické družice a sondy na polární dráhu, které nelze z bezpečnostních důvodů vypouštět na Floridě. Využívá jej jak armádní letectvo a námořnictvo, tak NASA.